# Sphagnum fuscum
Sphagnum fuscum là một loài rêu trong họ Sphagnaceae. Loài này được (Schimp.) H. Klinggr. mô tả khoa học đầu tiên năm 1872.

## Hình ảnh

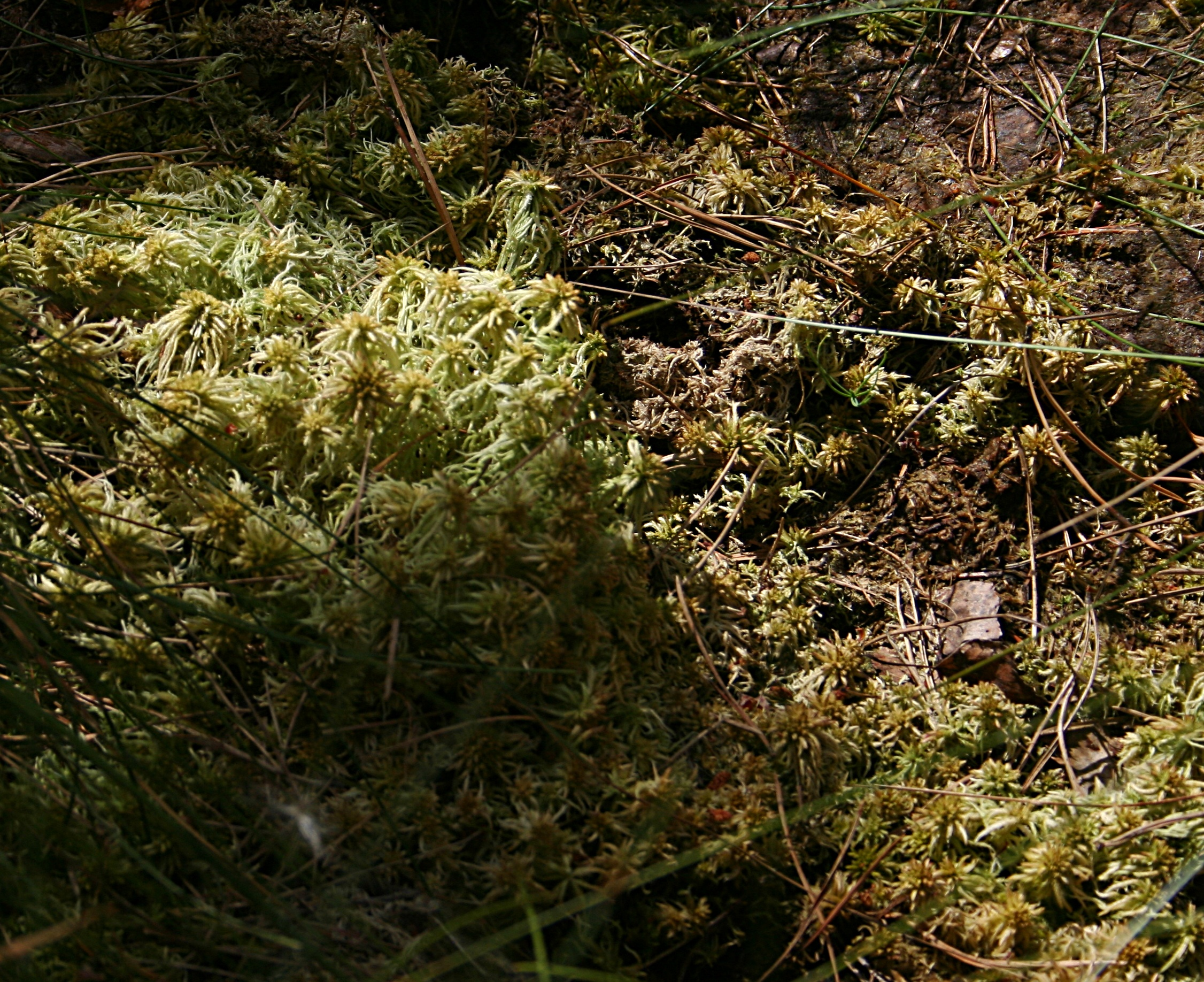
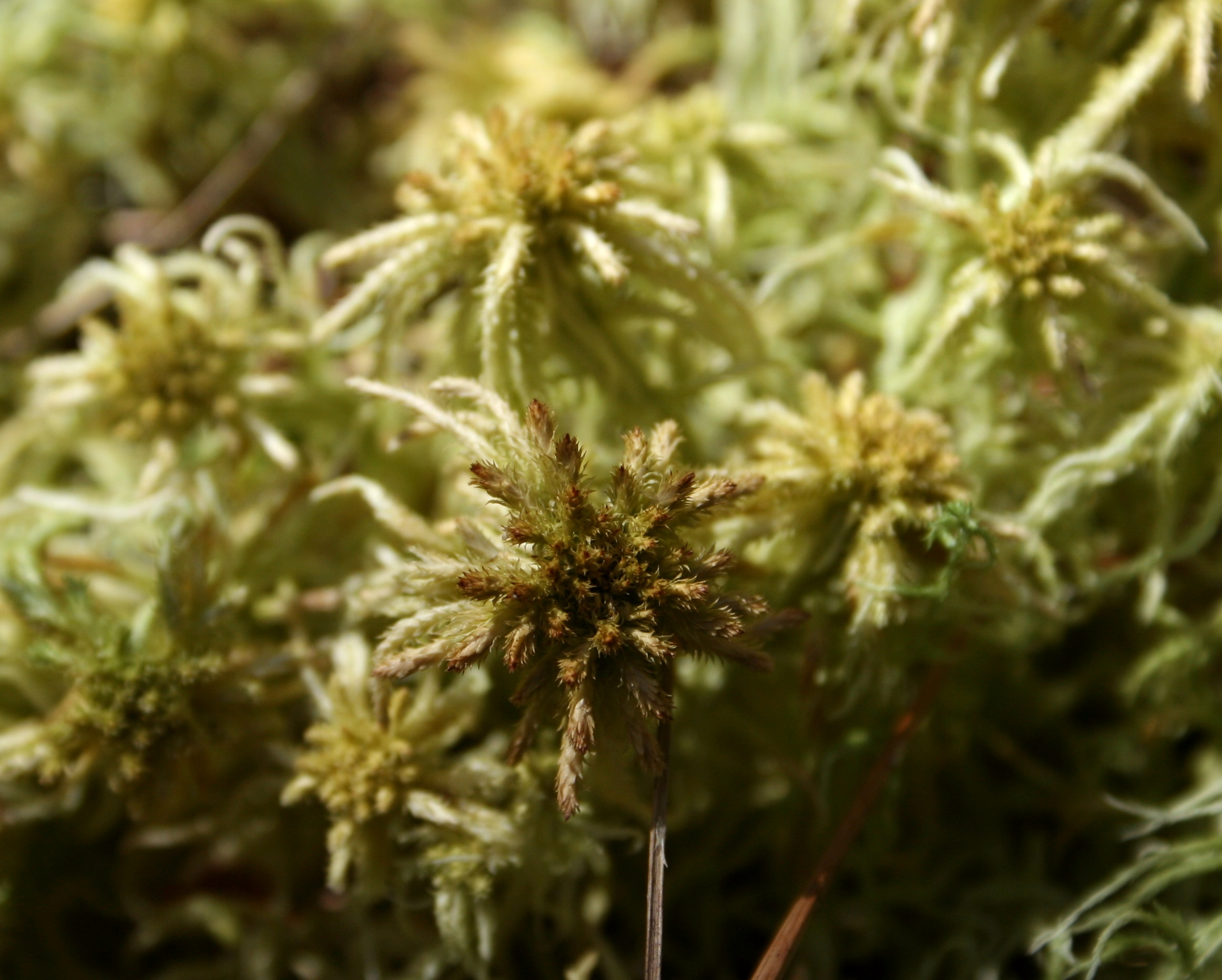